# Enlace σ

enlace σ entre dos átomos: localización de la densidad electrónica.

Orbitales electrónicos atómicos y moleculares, mostrando entre otros al enlace sigma entre dos orbitales atómicos tipo s y un enlace sigma entre dos orbitales atómicos tipo p.

En química, el enlace sigma (enlace σ) es el tipo más fuerte de enlace químico covalente, incluso más fuerte que el enlace pi, el cual forma el doble enlace. El orbital sigma se define de forma más clara para moléculas diatómicas usando el lenguaje y las herramientas de la simetría de grupos. En esta aproximación formal, un enlace σ es simétrico con respecto a la rotación alrededor del eje del enlace. Por esta definición, las formas comunes de enlace σ son s+s, pz+pz, s+pz, y dz2+dz2 (donde z está definido como el eje del enlace). La teoría cuántica también indica que los orbitales moleculares de simetría idéntica realmente se mezclan. Una consecuencia práctica de esta mezcla de moléculas di-atómicas (equivalente a la hibridación de la Teoría del enlace de valencia), es que las funciones de onda de los orbitales moleculares s+s y pz+pz están mezclados. El alcance de esta mezcla de orbitales depende de las energías relativas de los orbitales moleculares de similar simetría.
Para moléculas homodiatómicas, los orbitales σ enlazantes no tienen planos nodales entre los átomos enlazantes. El orbital anti u orbital σ* correspondiente está definido por la presencia de un plano nodal entre estos dos átomos enlazados.
Dado que los enlaces sigma son el tipo más fuerte de enlace covalente, los electrones en estos enlaces son denominados algunas veces como electrones sigma.
El símbolo σ es la letra griega para s. Esto se debe a la similitud en forma de un enlace σ enlazante con el orbital atómico s.

## Enlace sigma en compuestos poliatómicos
Se obtienen por traslape frontal de los orbitales atómicos. El concepto de enlace sigma alcanza a describir, aunque en forma difusa, las interacciones enlazantes que involucran el traslape de sólo un lóbulo de un orbital con sólo un lóbulo de otro. Por ejemplo, el propano es descrito como que consiste de diez enlaces sigma, uno por cada uno de los dos enlaces C-C y uno por cada uno de los ocho enlaces C-H. El enlace σ en tal molécula poliatómica está altamente deslocalizado, produciéndose conflictos con el concepto de dos orbitales-un enlace. A pesar de esta complicación, el concepto de enlace σ es extremadamente poderoso y en consecuencia perdura.

## Enlaces sigma en especies con enlaces múltiples
Los compuestos que contienen enlaces múltiples, tales como el etileno y el acetato de cromo (II) tienen enlaces sigma entre los átomos unidos por enlace múltiple. Estos enlaces sigma están suplementados por enlaces π, como en el caso del etileno, e incluso por enlaces δ, en el caso del acetato de cromo (II).